# Mix (Colombia)
Mix (estilizado como MIX) es una estación radial de Colombia,forma parte de la Organización Radial Olímpica (O.R.O.). Transmite música, de género urbano. Está presente, en 7 ciudades del país.

## Historia
Comenzó sus transmisiones, en Barranquilla en el año 2015 en la actual frecuencia 103.9 FM, después de ser adquirida a la cadena Radiópolis donde se transmitía la emisora Candela Estéreo en el municipio de Sitionuevo en Magdalena. Tiempo después, comenzó también a emitirse ese mismo año en Cali en la frecuencia 102.5 FM donde reemplazó a la emisora Energía Stereo. 
El 19 de marzo de 2016, llegó a la ciudad de Neiva en la frecuencia 94.8 FM y el 1 de diciembre de 2017 también llegó a la ciudad de Valledupar en la frecuencia 106.7 FM donde en ambas ciudades se transmitía su emisora hermana Radio Tiempo.
El 9 de febrero de 2018, llegó a la ciudad de Medellín en la frecuencia 89.9 FM donde se emitía la emisora Toca Stereo donde en menos de un año logró posicionarse como la emisora juvenil más escuchada en la ciudad.
El 31 de octubre de 2020, llegó a Bogotá en reemplazo de la emisora La 92 de la cadena Todelar en la frecuencia 92.9 FM.
El 1 de agosto de 2022, en Cali se trasladó a la frecuencia actual 101.5 FM ya que en los 102.5 FM donde emitía anteriormente fue cedido a la cadena Radiópolis para transmitir la emisora Candela Estéreo y el 29 de octubre del mismo año, llegó a Manizales en la frecuencia 95.1 FM en reemplazo de su emisora hermana Radio Tiempo.

## Sede
La dirección General se encuentra en la Calle 72 N.º 48-37 en Barranquilla, Colombia.

## Frecuencias
- Barranquilla: (103.9 FM - HJM97)
- Bogotá: (92.9 FM - HJST)
- Cali:  (101.5 FM - HJVT)
- Manizales: (95.1 FM - HJI50)
- Medellín: (89.9 FM - HJRT)
- Neiva: (94.8 FM - HJM49)
- Valledupar: (106.7 FM - HJM36)
- Nacional: (ETB - Canal 746)

## Frecuencias anteriores
- Cali: (102.5 FM - HJWQ) hasta el 1 de agosto de 2022, siendo reemplazado por Candela Estéreo de la cadena Radiópolis y ese mismo día se trasladó a su actual frecuencia 101.5 FM.